# Kyberimplantát
Kyberimplantát je implantát (tedy umělý předmět vložený do živého organismu) řízený počítačem (mikroprocesorem). Odtud pochází právě předpona kyber která již svým názvem připomíná kybernetiku.
Obecně řečeno, kyberimplantát má živočišnému organismu dodávat lepší schopnosti. Například místo ruky může mít člověk implantovanou kyber-ruku, která mu zajistí vyšší sílu, nebo může mít místo oka kybernetické oko, které mu umožňuje vidět infračerveně.
Dnešní rozvoj kyberimplantátů je především v oboru nahrazování končetin. Za pomocí kyberimplantátů se moderní lékařská věda snaží postiženým lidem nahradit plnou funkčnost jejich ztracených končetin. Kybernetické oko srovnatelné s lidským však například ještě vyrobeno nebylo.
Poprvé se ovšem kyberimplantáty objevily ve Science-fiction literatuře, a to především v její odnoži zvané kyberpunk; zde mají kyberimplantáty rozličné tvary a poskytují svým uživatelům veškeré představitelné schopnosti.